# Jan de Weryha-Wysoczański

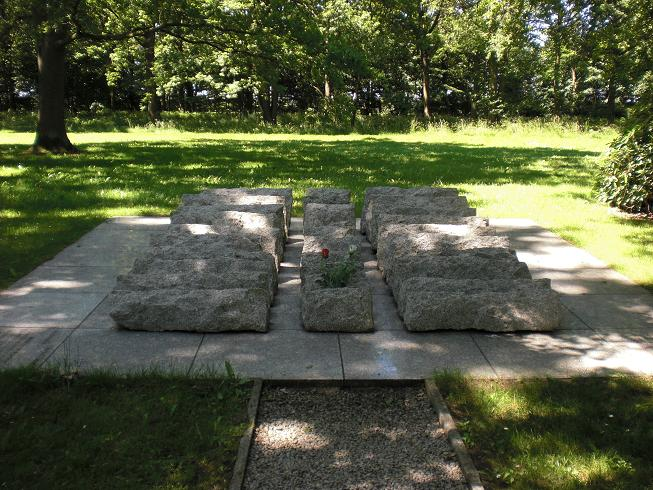
Pomnik Polaków Deportowanych z Powstania Warszawskiego w Hamburgu (1999)

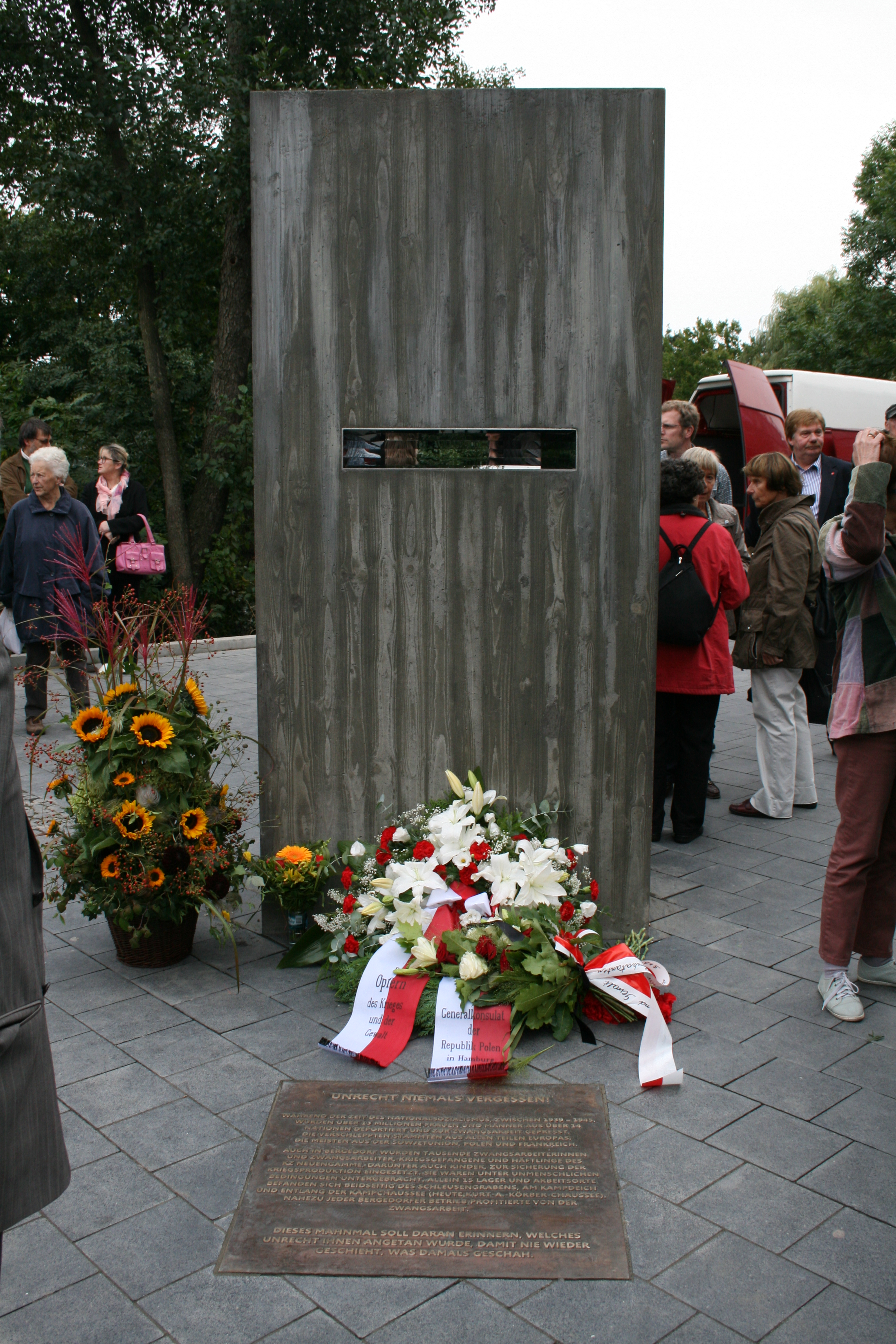
Pomnik ku czci robotników przymusowych wywiezionych do Trzeciej Rzeszy w Hamburgu, 2012

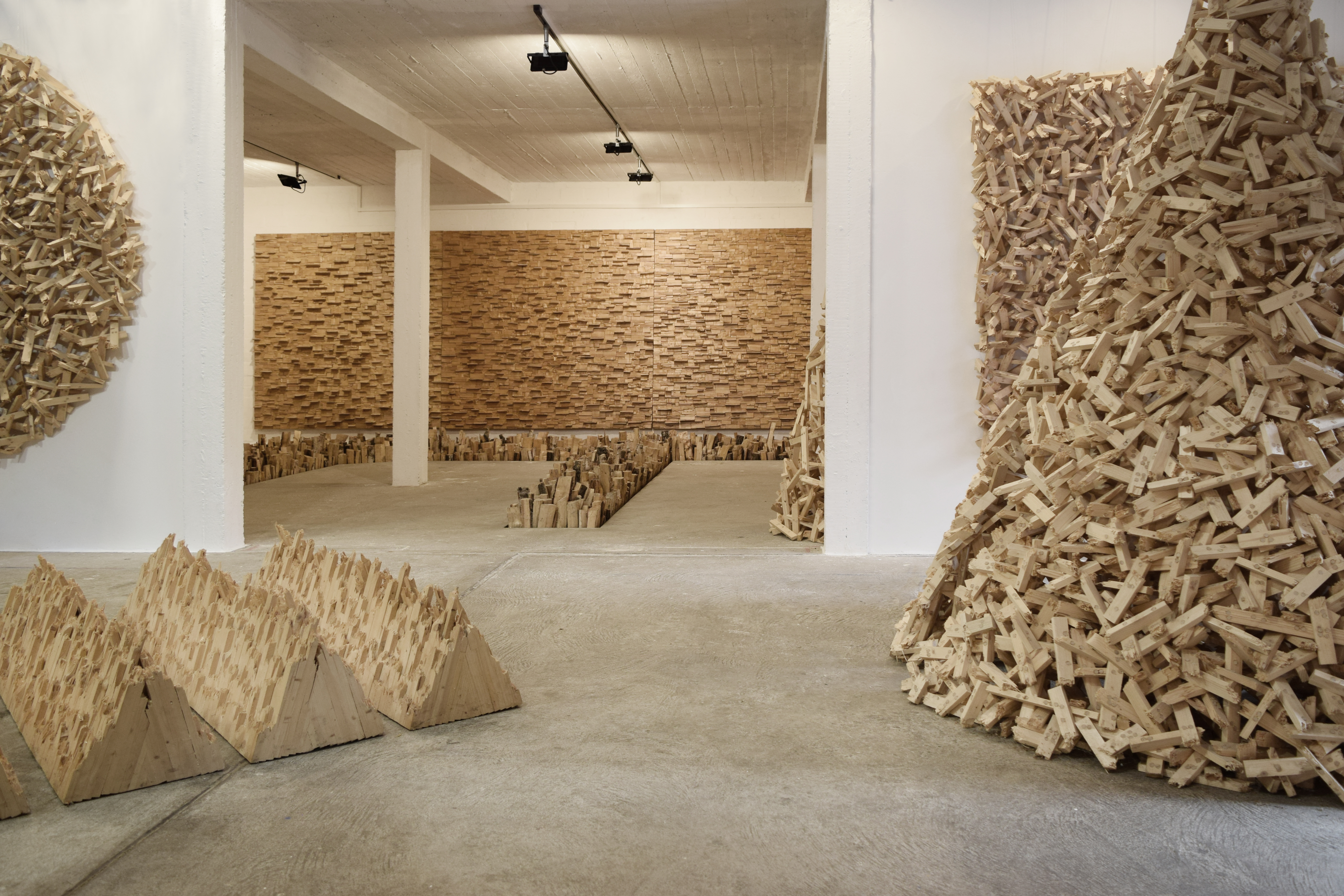
Sammlung de Weryha w Hamburgu ze stałą ekspozycją dzieł artysty

Jan de Weryha-Wysoczański (ur. 1 października 1950 w Gdańsku) – polski artysta rzeźbiarz reprezentujący nurt sztuki procesualnej oraz sztuki konkretnej.

## Życiorys
Absolwent V Liceum Ogólnokształcącego im. Stefana Żeromskiego w Gdańsku. W 1976 otrzymał dyplom gdańskiej Akademii Sztuk Pięknych w pracowni prof. Alfreda Wiśniewskiego i prof. Adama Smolany. Otrzymał nagrody: W 1971 r. I za rzeźbę w Konkursie PWSSP w Gdańsku, w 1975 III za rzeźbę w Ogólnopolskim Konkursie Artystycznym Wyższych Szkól Plastycznych w Warszawie, w 1978 r. wyróżnienie w Konkursie na Formę Plastyczną Nawiązującą do Festiwalu Polskich Filmów Fabularnych, Gdańsk. Od 1981 mieszka i pracuje w Hamburgu. W 1998 został laureatem I nagrody, Prix du Jury, ufundowanej przez Ministerstwo Kultury, w Salonie Wiosennym 98, Luksemburg. W 1999 zaprojektował i zrealizował pomnik Polaków Deportowanych z Powstania Warszawskiego w Hamburgu 1944 dla muzeum miejsca pamięci byłego obozu koncentracyjnego w hamburskiej dzielnicy Neuengamme, a w 2012 pomnik ku czci robotników przymusowych wywiezionych w większości ze Związku Radzieckiego, Polski i Francji w latach 1939–1945 do III Rzeszy, wzniesionego w centrum Bergedorfu (dzielnicy Hamburga). Brał udział w wielu wystawach w USA, Polsce, Luksemburgu, Niemczech, Szwajcarii, Belgii, Austrii, Wielkiej Brytanii, a jego prace znajdują się w wielu zbiorach publicznych i prywatnych. Był reprezentowany przez Galerie Kellermann w Düsseldorfie.
Prace artysty znajdują się m.in. w: Centrum Rzeźby Polskiej w Orońsku, Muzeum Narodowym w Szczecinie i Muzeum Sztuki Współczesnej w Radomiu. Wiele dzieł artysty znajduje siȩ w Sammlung de Weryha w Hamburgu, gdzie są prezentowane w stałej wystawie. Kolekcja wspierana jest przez Freundeskreis der Sammlung de Weryha e.V.
W 2022 de Weryha-Wysoczański został laureatem Złotej Sowy Polonii w kategorii Sztuki wizualne.

## Ważniejsze wystawy (wybór)
- 1978: 60 rocznica powstania wielkopolskiego w plastyce, Arsenał, BWA, Poznań[3]
- 1989: Herbstsalon, Kunsthaus Hamburg, Hamburg[3]
- 1990: Germany in Montana, Gallery of Visual Arts, Missoula, Montana[3]
- 1993: Selected Art Work from the Federal Republic of Germany and The United States: A Traveling Exhibition, Paris Gibson Square Museum of Art, Great Falls, Montana[3]
- 1998: Salon de Printemps '98, Lëtzebuerger Artisten Center, Théâtre Municipal, Luksemburg[3]
- 2004: Strenges Holz. Heiner Szamida, Helga Weihs, Jan de Weryha, Kunsthalle Wilhelmshaven, Wilhelmshaven[3]
- 2004: Jan de Weryha-Wysoczański – Drewniany kubik, z cyklu: kubiki, Galeria Kaplica, Centrum Rzeźby Polskiej, Orońsko[3]
- 2005: Jan de Weryha-Wysoczański – Drewno – archiwum, Patio Galeria Sztuki, Łódź[3]
- 2005: Jan de Weryha-Wysoczański – Epifanie natury w późno-nowoczesnym świecie, Galeria Szyb Wilson, Katowice[3]
- 2006: Jan de Weryha-Wysoczański – Objawienia w drewnie – Orońsko 2006, Muzeum Rzeźby Współczesnej, Centrum Rzeźby Polskiej, Orońsko[16]
- 2006: Jan de Weryha-Wysoczański – Objawienia w drewnie, Galeria BWA, Jelenia Góra[17]
- 2006: XV Międzynarodowe Triennale Rzeźby w Poznaniu – Wrażliwość, Centrum Kultury „Zamek”, Poznań[17]
- 2008: Alfabet rzeźby DEF..., Muzeum Rzeźby Współczesnej, Centrum Rzeźby Polskiej, Orońsko[16]
- 2009: Jan de Weryha-Wysoczański – Tabularium, Gdańska Galeria Miejska, Gdańsk[17]
- 2009: XVI Międzynarodowe Triennale Rzeźby – Kryzys gatunku, Centrum Kultury "Zamek", Poznań[7]
- 2010: Drewno jako materia rzeźby, Muzeum Rzeźby Współczesnej, Centrum Rzeźby Polskiej, Orońsko[16]
- 2011: Hamburg Art Week 2011, Chilehaus, Hamburg[7]
- 2013: NordArt 2013, Carlshütte, Büdelsdorf[7]
- 2013: Project Berlin Reload, Factory-Art Gallery, Berlin[7]
- 2014: London Calling 2014, Dray Walk Gallery, Londyn[7]
- 2015: Alfabet rzeźby VWZŹ..., Muzeum Rzeźby Współczesnej, Centrum Rzeźby Polskiej, Orońsko[18]
- 2015: Mailights 2015: Günther Uecker, Otto Piene, Heinz Mack, Jan de Weryha, Manfred Binzer, Joanna Jesse, Galerie Kellermann, Düsseldorf[19]
- 2015: NordArt 2015, Carlshütte, Büdelsdorf[20]
- 2016: ZERO 2.0: Otto Piene, Heinz Mack, Günther Uecker, Caspar Dietrich, Jan de Weryha, Janina Lamberty, Galerie Kellermann, Düsseldorf[21]
- 2017: Geschnitten, gebrochen, gespalten, wystawa indywidualna, hit-Technopark, Hamburg[22]
- 2018: Rzeźba w drewnie w twórczości polskich artystów 1918-2018, Miejska Galeria Sztuki im. Wł. hr. Zamoyskiego w Zakopanem, m.in. ze zbiorów Zachęty Narodowej Galerii Sztuki w Warszawie i Państwowej Galerii Sztuki w Sopocie[23]
- 2020: Gewachsen. Gespalten. Gestaltet. Bemerkungen zum Holzwerk von Jan de Weryha, Sammlung de Weryha, Hamburg[24]
- 2021: NordArt 2021, Carlshütte, Büdelsdorf[25]
- 2021: Salon international d'art contemporain, Monaco[26]
- 2022: NordArt 2022, Polski Pawilon, Magdalena Abakanowicz, Sylwester Ambroziak, Natalia LL, Jan de Weryha-Wysoczański i inni, Carlshütte, Büdelsdorf[27]
- 2023: NordArt 2023, Carlshütte, Büdelsdorf[28]
- 2024: NordArt 2024, Carlshütte, Büdelsdorf[29]
- 2025: Jan de Weryha – Endlose Wege quer durch die hölzernen Felder – Überlegungen zur Process Art, Kulturzentrum Schloss Reinbek, Reinbek[30]
- 2025: NordArt 2025, Special Project • Directions – Poland, Carlshütte, Büdelsdorf[31]